# Roman Derks
Roman Derks (ur. 20 sierpnia 1961) – polski panczenista, działacz sportowy. Inżynier, absolwent Wydziału Budowy Maszyn Politechniki Gdańskiej.
W 1980 zajął 32. miejsce w mistrzostwach świata juniorów w wieloboju. Dwukrotny reprezentant kraju w wielobojowych mistrzostwach Europy (26. lokata w 1984 oraz 24. w 1985). 31. (1986) i 33. (1987) zawodnik mistrzostw świata w wieloboju.
Wielokrotny mistrz Polski. Czterokrotny rekordzista kraju na 5000 metrów (rekord życiowy na tym dystansie – 7:04,00).
W grudniu 2016 został prezesem Polskiego Związku Łyżwiarstwa Szybkiego. Funkcję sprawował do 10 czerwca 2018